# Mikro-Syndrom
Das Mikro-Syndrom ist eine sehr seltene angeborene Erkrankung mit den Hauptmerkmalen Fehlbildung der Augen, Störung der neurologischen Entwicklung und kleinen Geschlechtsorganen.
Synonyme sind:  Warburg-Mikro-Syndrom; WARBM.
Die Namensbezeichnung bezieht sich auf die Erstautorin der Erstbeschreibung aus dem Jahre 1993 durch die dänische Augenärztin Mette Warburg und Mitarbeiter.
Die Erkrankung ist nicht zu verwechseln mit dem Walker-Warburg-Syndrom, eine kongenitale Muskeldystrophie.

## Verbreitung
Die Häufigkeit ist nicht bekannt, bislang wurde über 26 Patienten berichtet. Die Vererbung erfolgt autosomal-rezessiv.

## Ursache
Je nach zugrunde liegender Mutation können folgende Formen unterschieden werden:
- WARBM1, Mutationen im RAB3GAP1-Gen auf Chromosom 2 Genort q21.3[3]
- WARBM2, Mutationen im RAB3GAP2-Gen auf Chromosom 1 Genort q41.[4] Dieses Gen ist gleichfalls beim Martsolf-Syndrom verändert.
- WARBM3, Mutationen im RAB18-Gen auf Chromosom 10 Genort p12.1[5]
- WARBM4, Mutationen im TBC1D20-Gen auf Chromosom 20 Genort p13[6]

Die Rab3-Proteinfamilie ist an der regulierten Exozytose von Neurotransmittern und Hormonen beteiligt.
Mutmaßlich wird der Hypogenitalismus hypothalamisch verursacht. Den Störungen der Augen- und neurologischen Entwicklung sind wohl Folge veränderten Transportes und der Exozytose von Neurotransmittern.

## Klinische Erscheinungen
Klinische Kriterien sind:
- Augenfehlbildungen, Mikrophthalmie
- Mikrozephalie, Corpus-callosum-Agenesie oder -Hypoplasie und
- gestörte neurologische Entwicklung, schwere geistige Behinderung
- Mikrogenitale, Hypogenitalismus

## Diagnose
Als pathognomonisch gilt die Kombination von Mikrophthalmie, Mikrokornea, Katarakt, tonusloser Pupillen, leichter Optikusatrophie und kortikaler Sehstörung.